# حوض‌ملتکیه چهارمنار
حوض مُـلــتَـکیه، ملکتیه یا ملتکیه مجموعه‌ای مربوط به سدهٔ ۸ و ۹ ه.ق است و در یزد، مابین خیابان ایرانشهر و انقلاب، محله چهارمنار واقع شده و این اثر در تاریخ ۷ مهر ۱۳۸۱ با شمارهٔ ثبت ۶۵۵۱ به‌عنوان یکی از آثار ملی ایران به ثبت رسیده است .
مجموعه ملتکیه در حال حاضر مشتمل بر حسینیۀ بزرگ چهارمنار، پایگاه بسیج (مکتب‌خانه)، بازارچه کاشی‌زاده و کاروانسرای حیدری (مجموعه ورزشی شهدای چهارمنار) است.

## بررسی بانی ملتکیه
ایرج افشار بر این باور است که نام «حوض مُلكتیه» برگرفته از موقوفات بقعۀ ملکتیه است که در منابعی چون «جامع‌مفیدی» و «کتابچۀ موقوفات یزد» به آنها اشاره‌ شده است . میرزا عبدالوهاب طراز در کتابچۀ موقوفات چنین نگاشته است: «موقوفات بقعۀ ملكتیه واقع در محلۀ چهارمنار، توسط ملکه‌خانم از سلسلۀ میرزایان عباسیه وقف گردیده است ».  افشار با استناد به این متن، عنوان حوض ملتکیه در محلۀ چهارمنار را یادگاری از همان بقعۀ ملکتیه می‌داند که طراز آن را به ملکه خانم نسبت داده است.

سنگ مزاری ساده و بی‌هیچ اسم و نوشته‌ای، در مُلتَکیهٔ چهارمنار، که منسوب به آرامگاه زنی است و احتمالاً مقبرهٔ ملکه خانم باشد

با این وجود، او اذعان می‌دارد که هیچ اثری از آن بقعه و موقوفۀ آن یافت نشده و یا حداقل به دست وی نرسیده است . اما به نظر می‌رسد که ایرج افشار در تحلیل این موضوع، دچار اشتباه شده است. زیرا بقعۀ مذکور هم‌اکنون در ملتکیه، در محل فعلی پایگاه بسیج، قرار دارد و مردم محلی، این مزار را متعلق به یک زن می‌دانند.

افزون بر آنچه ذکر شد، شواهدی حاکی از آن است که ملتکیه، پیش از آنکه تحت نظارت سادات عباسیه قرار گیرد، با نام کنونی شناخته می‌شده است. مستوفی‌بافقی در کتاب «جامع مفیدی»، در دو مورد از مکانی به نام «ملتکیه» یا صورت «ملکتیه» یاد می‌کند. نخستین مورد به این اشاره دارد که شاه اسماعیل دوم  امور موقوفات حایریه، ملکتیه و نوریه را به شاه سلیمان پسر غیاث‌الدین محمد میرمیران واگذار کرده است . این امر نشان می‌دهد که بنای ملتکیه پیش از وقف ملکه‌خانم از سادات عباسی، دارای موقوفاتی بوده و تحت نظارت دیگری قرار داشته است. لذا می‌توان نتیجه گرفت که گرچه ملکه‌خانم موقوفاتی را به این بنا وقف کرده است، اما بنیان‌گذار اصلی آن شخص دیگری بوده است.

کتیبۀ کاشی‌کاری‌ ملتکیۀ چهارمنار، مربوط به دوران تیموری که به خط ثلث کتابت شده است

چرا که مستوفی‌بافقی در جای دیگر، ضمن توصیف عمارتی که خواجه عمادالدین مسعود بنی تمیمی در محله چهارمنار بنا نموده، می‌نویسد: «در همان سال (۸۴۴ ه.ق) در سر چهارمنار به موضع کوچه بهروک پایابی ساخته که آب گردفرامرز درو جاری است و تمام را به آجر کرده و مسجدی نیز در آنجا ساخته و کتابه به کاشی تراشیده بر درگاه پایاب نصب نموده. اگر تشنه‌لبان بادیه غفلت به سرچشمۀ خیرات ره نبرده باشند، قدم همت در راه گذاشته در جنب بقعه ملکتیه به دیده بصیرت نظاره نمایند ». بنظر می‌رسد عمادالدین مسعود، احداثات خویش را بر روی بخشی از مجموعه شمسیه، که در آن زمان به صورت نیمه‌ویران درآمده بود، بنا نهاده است.

بنای ملتکیه اکنون به پایگاه مقاومت بسیج محل مبدل گشته است.۱۶ مهر ۱۴۰۳

خواجه عمادالدّین مسعود تنها شخصی نبود که به بازسازی و احیای بناهای نیمه‌ویران مجموعه شمسیه اهتمام ورزید. احمد کاتب در کتاب خود می‌نویسد: «در سال ۸۳۱ {ه.ق}، خواجه نورالدین محمدکمال مباشر اموال یزد بود که چهارمنار را عمارت (تعمیر) کرد، و دو رویه دکان ساخت، و مسجد سوجه را عمارت کرد، و مستغلات وقف مسجد کرد، و چاهخانه را از نو عمارت کرد، و درِ او را میان بازار مفتوح کرد. چهارمنار را معمور گردانید و آن چاهخانه نیکوست و آب خوش طعمی دارد ».

با عنایت به شواهد موجود، نمی‌توان ملکه‌خانم را بنیان‌گذار اصلی ملتکیه محسوب نمود. وجه تسمیه این مکان ریشه در عوامل دیگری دارد. نگارش نام این موضع به صورت «ملکتیه» نیز امری نادر و غیرمعمول است، زیرا در میان کهنسالان ساکن محله چهارمنار و سایر اهالی این کوی، هیچ‌گاه از این مکان به عنوان «ملکتیه» یاد نشده است.

## فرجام حوض‌ملتکیه
از جمله یادگارهای ماندگار عمادالدین مسعود که هنوز هم در خاطر اهالی محلۀ چهارمنار باقی مانده است، می‌توان به حوض‌ملتکیه اشاره کرد که آب پایاب گردفرامرز در آن جاری بود. این حوض پرآب که تا چند دهۀ پیش در مقابل جایگاه فعلی پایگاه بسیج قرار داشت، ابتدا به دلیل کاهش آب، از وسعت آن کاسته و سپس چند دهه پیش به منظور سهولت در تردد وسایل نقلیه، به کلی محو گردید . شایان ذکر است که این حوض، از حوض‌های مشهور و غالباً پرآب یزد در عصر قاجار به شمار می‌رفت . همچنین در اوایل دهۀ ۱۳۵۰، سکانسی از فیلم «مکافات» به کارگردانی کامران قدکچیان و بازی بهمن مفید و مهدی فخیم‌زاده، در کنار این حوض فیلم‌برداری شده است.

## وجه تسمیه نام ملتکیه
در خصوص وجه تسمیه ملتکیه، غلامرضا جهانفر چنین استدلال می‌کند که با توجه به وجود حوضی در این مجموعه و انتساب آن به تکیه چهارمنار، حوض را «مال تکیه» می‌خواندند که به مرور زمان این مکان به «ملتکیه» تغییر شکل یافته است . با این حال، با بررسی ریشه‌های زبان‌شناختی واژه ملتکیه، این نظریه چندان قابل قبول به نظر نمی‌رسد.

واژۀ «ملتکیه» از ترکیب دو جزء (مُــل+تـکـیـه= ملتکیه) تشکیل شده است. در برخی 
و زبان‌های ایرانی نظیر یزدی، شیرازی، لکی و ... «مُــل» به معنای «گردن» است . در گویش یزدی، «مُل» علاوه بر «گردن»، به معنای «کناره»، «لبه» و نیز به طور کنایی برای اشاره به شرمگاه زنان نیز به کار می‌رود.

گردن و مار در زبان فارسی می‌توانند استعاره از گردش، انحنا و چرخش باشند.

به نظر می‌رسد که واژۀ «مُل» با واژۀ اوستایی «مَرِّ» (mara) به معنای «انحنا» و «خمیدگی» هم‌ریشه باشد، چرا که حرکت گردن، نوعی انحنا و خمیدگی و گردش را به نمایش می‌گذارد.گردن نیز در برخی موارد، به معنای «گرداندن» و «چرخش» به کار می‌رود. برای مثال، در جمله «مسئولیت این کار به گردن او افتاد»، کاربرد استعاری «گردن» حاکی از آن است که مسئولیت چرخاندن و به سرانجام رساندن این پروژه به او سپرده شد.

همچنین دور از ذهن نیست که واژۀ «مار» در زبان پهلوی و فارسی که ریشۀ آن به واژۀ «ماره» (mara) در زبان سانسکریت باز می‌گردد، با «مُل» در گویش یزدی هم‌ریشه باشد. اگرچه «مار» در معنای ظاهری خود به «مرگ» و «کشتن» اشاره دارد، اما با توجه به ویژگی نرم‌تن بودن مار، معنای استعاری «پیچیدن» و «خمیدگی» نیز به این واژه نسبت داده شده است .

تغییر واژه «مَر» به «مُل» را می‌توان ناشی از تحولات طبیعی زبان دانست. در زبان فارسی، هم‌نشینی واج‌ها بر یکدیگر تأثیر گذاشته و گاه موجب تغییر شکل آن‌ها می‌شود. این پدیده که در زبان‌شناسی به «ابدال» یا «فرایندهای واجی» معروف است ، در زبان عربی نیز مشاهده می‌شود. در گویش یزدی، این پدیده منجر به تبدیل واج «ر» به «ل» در برخی از واژه‌ها شده است. این تغییر صرفاً به واژه «مُل» محدود نشده و در واژه‌های دیگری همچون «موتور» که به «موتول» و «محمدباقر» که به «مَم باقل» تبدیل شده‌اند، نیز مشهود است.

واژه مل در گویش‌های ایرانی، ریشه در لایه‌های ژرف زبان‌های هندواروپایی دارد و با واژه‌های هم‌ریشه در زبان‌های دیگر این خانواده زبانی قابل تطبیق است. برای مثال، واژه لاتین "Margo" و در انگلیسی "Margin" به معنای «لبه»، «کناره» یا «حاشیه» بوده و گاه برای اشاره به بخش‌هایی از بدن با انحنای خاص همچون لبه استخوان‌ها به کار می‌رفته است. علاوه بر این، واژه "merg" نیز که ریشه هندواروپایی دارد و به معنای «لبه» یا «مرز» است، با واژه «مر» در زبان اوستایی از نظر ساختاری و معنایی قرابت دارد.

افزون بر مطالب پیشین، در باب ریشه لغوی واژه «تکیه» اختلاف نظرهایی میان لغت‌شناسان وجود دارد. دهخدا «تکیه» را واژه‌ای عربی و برگرفته از «تُکَأَة» می‌داند که به معنای «پشت به چیزی گذاشتن» و نیز «چیزی که بر آن پشت گذارند» است. وی همچنین واژگان «اتِّکا» و «متکا» را نیز هم‌ریشه با این واژه می‌داند و «بالش» را معادل فارسی آن بر می‌شمرد .چنانکه در گویش محلی مردم یزد، هنگامی که شخصی قصد رفتن به سمت بستر خواب خود را دارد، به کنایه می‌گوید: «می‌خواهم بروم ملتیکه». یعنی قصد دارد به نزد بالش و رختخواب خود برود و بخوابد .

در مقابل، کلمان هوار، خاورشناس فرانسوی ، واژه «تکیه» را با ریشه‌ای فارسی دانسته و آن را به معنای «پوست» یا «تکه» تفسیر کرده است. به عقیده وی، از آنجایی که درویشان در خانقاه‌های خود از پوست بره استفاده می‌کردند، به تدریج این مکان‌ها به «تکیه» معروف شدند .

با توجه به پیشینۀ حضور صوفیان در یزد و به ویژه در محلۀ چهارمنار، می‌توان این ملتکیه را محل استقرار و فعالیت صوفیان دانست. زیرا ساکنان تکیه برای گذران زندگی خود، به درآمد حاصل از اوقاف و کمک‌های مردم نیکوکار متکی بوده‌اند .

البته واژۀ «تکیه» معانی دیگری نیز دارد، از جمله محل برگزاری تعزیه و روضه‌خوانی. جمع این واژه، «تکایا» است . به نظر می‌رسد که تکیۀ چهارمنار، از دوران صفویه به بعد، علاوه بر کارکرد اصلی خود که محل تجمع و فعالیت صوفیان بوده، به مرکز برگزاری مراسم عزاداری سیدالشهدا نیز تبدیل شده است. چنانکه در منابع اشاره شده است، ملکه‌خانم در دوران صفویه، حق‌آبه‌ای را به منظور تأمین هزینه‌های برگزاری مراسم سوگواری، وقف ملتکیه نمود . بنابر این به تدریج، تکیه چهارمنار کارکرد اولیۀ خود را از دست داده است. به نحوی که امروزه به طور کامل، به یک حسینیه تبدیل شده است.

با عنایت به آنچه ذکر شد و با توجه به مفهوم واژه‌های «مُل» و «تکیه» در زبان پارسی و گویش یزدی، به نظر می‌رسد که «ملتکیه» به معنای «کنار تکیه» و «بغل تکیه» باشد .